# Saint-Agne
Saint-Agne [sɛ̃taɲ] ist eine französische Gemeinde im Département Dordogne in der Region Nouvelle-Aquitaine. Sie hat eine Fläche von 5,87 km² und 443 Einwohner (2022). Die Einwohner nennen sich Agnolais bzw. Agnolaises.
Nachbargemeinden sind: Mouleydier, Saint-Capraise-de-Lalinde, Varennes, Lanquais, Verdon und Saint-Germain-et-Mons.

## Geschichte
Der Ort wurde im 13. Jahrhundert erstmals als Sanctus Anianus erwähnt. Im Jahr 1570 wurde die Kirche von Hugenotten in Brand gesteckt und im 19. Jahrhundert wieder hergerichtet.
Der Name Saint-Aigne wurde 1985 in Saint-Agne geändert.

## Bevölkerungsentwicklung
| Jahr                       | 1962 | 1968 | 1975 | 1982 | 1990 | 1999 | 2006 | 2013 | 2018 |
| -------------------------- | ---- | ---- | ---- | ---- | ---- | ---- | ---- | ---- | ---- |
| Einwohner                  | 274  | 254  | 251  | 258  | 325  | 357  | 382  | 422  | 444  |
| Quellen: Cassini und INSEE |      |      |      |      |      |      |      |      |      |

## Sehenswürdigkeiten
- Kirche Saint-Aignan
- Château de la Rivière (Schloss)
- Die Wehranlage des Anfang des 20. Jahrhunderts erbauten Staudamms Barrage de Tuilières liegt auf dem Gebiet der Gemeinde Saint-Agne, das Laufwasserkraftwerk jedoch bereits auf dem der Gemeinde Saint-Capraise-de-Lalinde.

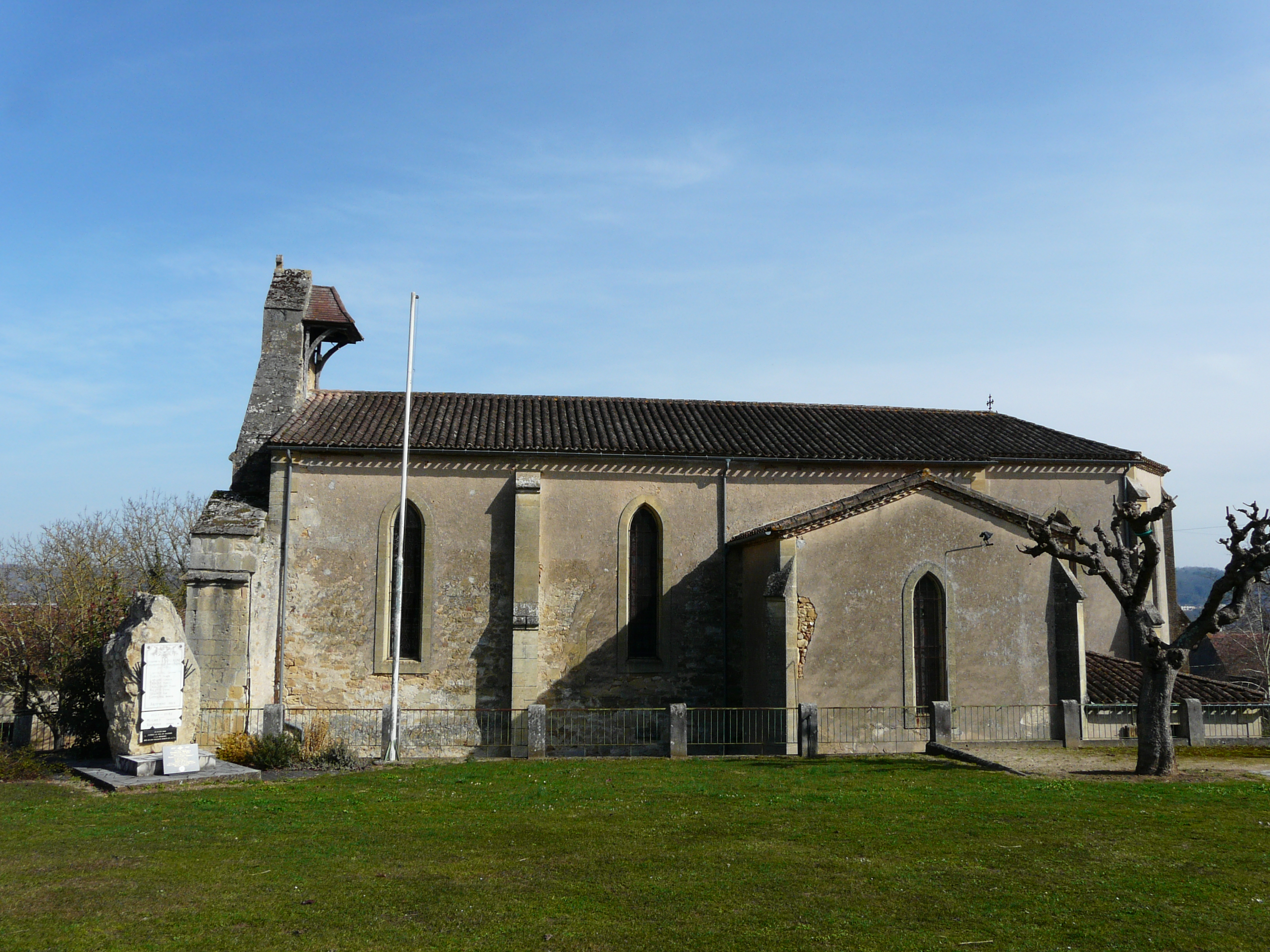
Kirche Saint-Aignan
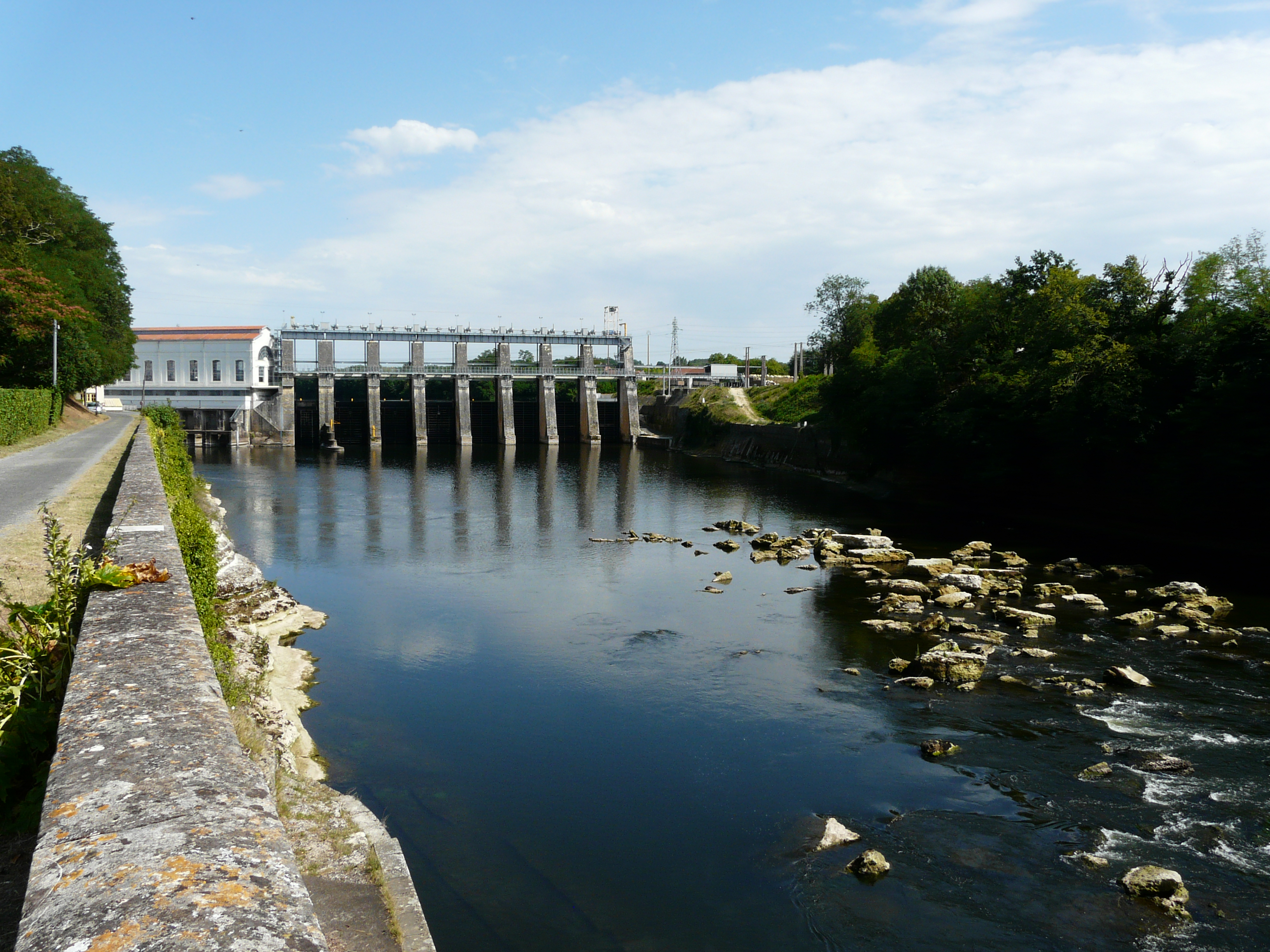
Wehranlage des Staudamms, links davon das Laufwasserkraftwerk